# هنرستان ملی باله ایران

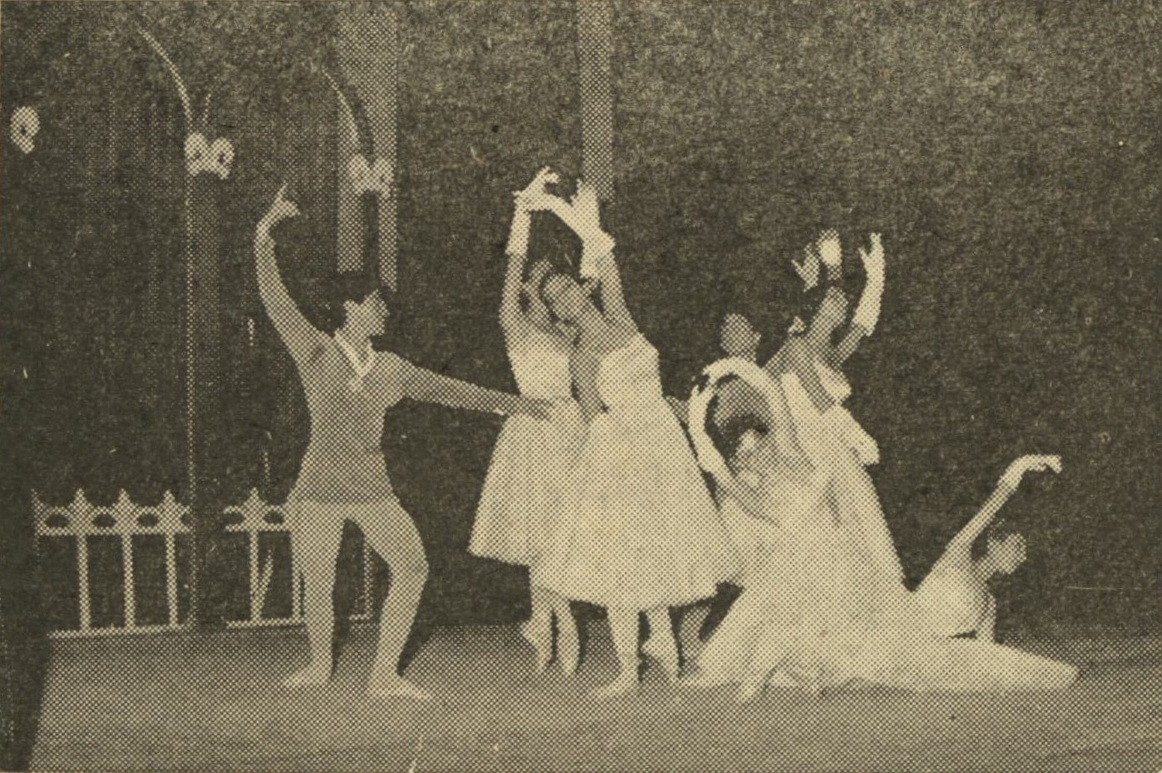
صحنه‌ای از برنامهٔ هنرستان ملی باله ایران

هنرستان ملی باله ایران در سال ۱۳۳۴ تأسیس شد و مسئولیت آن بر عهده نژاد احمدزاده بود. این هنرستان آموزش باله را با ۸۰ هنرجو آغاز کرد.

## استادان و فعالیت‌ها
در همان سال «ویلیام دالر» استاد باسابقه آمریکایی با همکاری انجمن روابط فرهنگی ایران و آمریکا، برای تعلیم باله به ایران آمد. علاوه بر دالر، خانم ایوون پاترسون معاون دالر و هایده احمدزاده تمرین‌ها و دروس عملی هنرستان را اداره می‌کردند. در ابتدای سال تحصیلی ۳۶–۱۳۳۵ از میان بیش از ۵۰۰ داوطلب، ۲۰۰ نفر در هنرستان باله به فراگرفتن اصول فنی باله پرداختند. این عده به تناسب سن به شش گروه مختلف تقسیم شدند.
اولین برنامه هنرستان ملی باله ایران در خرداد ۱۳۳۶ در تالار فرهنگ به روی صحنه آمد و در آن علاوه بر هنرجویان، هایده احمدزاده و ایوون پاترسون نیز هنرنمایی کردند. در تابستان ۱۳۳۶ ویلیام دالر و ایوون پاترسون برای استفاده از مرخصی به آمریکا رفتند و چون باله ـ تئاتر نیویورک از دالر برای تدریس دعوت کرده بود، او دیگر به ایران بازنگشت. ناچار هایده احمدزاده موقتاً تعلیم باله را در هنرستان به عهده گرفت. سال ۱۳۳۷ خانم «آن کاکس» انگلیسی، که فارغ‌التحصیل مدرسه معروف «سادلرز ولز» بود، به استخدام هنرستان باله درآمد. در بهمن ۱۳۳۸ دو استاد انگلیسی به نام خانم و آقای کمپ جانشین آن کاکس شدند.
در شهریور ۱۳۳۹ خانم و آقای زولان به عنوان استادان جدید هنرستان ملی باله به ایران آمدند. در همان سال خانم دوریس لدرز کلاس باله مدرن را در هنرستان باله تشکیل داد. از پاییز ۱۳۴۱ دو هنرمند باله سادلرز ولز انگلیس به نام‌های ریچارد براون و ماریون برای تعلیم هنرجویان هنرستان ملی باله به ایران آمدند.

## هنرجویان ممتاز هنرستان ملی باله
برخی از هنرجویان ممتاز هنرستان ملی باله در دهه سی عبارت‌اند از: یرجانیک مارتیکیان، سوسن سپهران، کلارا آوانسیان، افیک آذرنیا، پروین الامین، پری ثمر، والریک آبراهامیان، ژینوس امیرشاهی، فریمان قیصری، لادن کیانپور، گلریز میرجهانگیری، بنفشه بهرامیان، مهدی پورفرخ، لئون نشانیان، داریوش هیربدیان، جمشید سقاباشی، عبدالله ناظمی، ناصر حاج‌کاظمی، مصطفی فتوت و نصرالله هندی.